# Conte di Clare
Conte di Clare era un titolo nobiliare creato tre volte nella storia britannica.
Il titolo deriva dalla città di Clare, nel Suffolk, che fu sede di un'importante famiglia anglo-normanna al tempo della conquista normanna dell'Inghilterra. La famiglia normanna prese appunto il nome di de Clare e detenne nel tempo tre importanti contee (Gloucester, Pembroke e Hertford).
Il titolo è oggi estinto.

## Storia

### Le origini del titolo
La morte del giovane Gilbert de Clare, VIII conte di Gloucester nel corso della Battaglia di Bannockburn (1314) senza aver lasciato eredi fece sì che le sue terre fossero distribuite equamente tra le sue tre coeredi. La sua morte segnò del resto anche la fine della grande famiglia de Clare. Le terre di famiglia fruttavano una rendita annua di 6000 sterline (equivalenti a 4.560.000 sterline del 2019), seconde solo a quelle del conte di Lancaster tra i nobili del regno.
Le sorelle dell'ultimo conte vennero quindi decretate le uniche eredi della sua fortuna: Eleanor, Margaret (vedova di Piers Gaveston) ed Elizabeth le quali al 1317 erano tutte sposate con favoriti di re Edoardo II: Hugh Despenser il giovane, Hugh de Audley e Roger d'Amory rispettivamente. Le tre ottennero la divisione in parti uguali dell'eredità del fratello in Inghilterra, mentre Despenser ricevette per intero la signoria di Glamorgan nel Galles, politicamente la più importante delle terre dei de Clare.

## Probabili conti medievali
Quello di "conte di Clare" non era probabilmente un titolo medievale. Alcune fonti contemporanee al periodo parlano della famiglia come dei "conti di Clare", ma gli storici moderni parlano di questo come un titolo assunto e non de facto conferito, col semplice riferimento al fatto che i de Clare possedevano il titolo di conti. Ad esempio Gerald del Galles racconta di un incidente relativo ad un "conte di Clare" che però con tutta probabilità era William Fitz Robert, II conte di Gloucester. Secondo altri storici anche i conti di Gloucester e Hertford vennero alternativamente chiamati anche conti di Clare. Tale fraintendimento è probabilmente anche originato dall'utilizzo della definizione "de Clare" non come parte del titolo nobiliare, ma piuttosto come cognome, o meglio come parentela con la famiglia de Clare. La prima creazione di un titolo indicato come conte di Clare si fa risalire al 1624. Ad ogni modo, John Burke nel 1831 asserì che prima della creazione del 1624, Robert Rich, I conte di Warwick, venne creato conte di Clare, ma che questo titolo venne rifiutato dagli araldi di corte, "in quanto tale titolo era peculiare per coloro che erano di sangue reale e non poteva essere conferito ad un suddito."

## Conte di Clare, prima creazione (1624)

Stemma della famiglia Holles, primi conti di Clare: D'ermellino a due colonne in punta di nero

Il titolo di conte di Clare venne formalmente creato con lettere patenti nella Paria d'Inghilterra il 2 novembre 1624 per John Holles. Questi era già stato creato barone Houghton di Houghton da re Giacomo I il 9 luglio 1616. Secondo Burke, venne nobilitato grazie all'influenza di George Villiers, visconte Villiers, futuro duca di Buckingham, al quale Holles aveva pagato la somma di 10.000 sterline. Venne creato conte di Clare dopo un ulteriore versamento di 5000 sterline.
Il quarto conte sposò lady Margaret Cavendish, terza figlia e coerede di Henry Cavendish, II duca di Newcastle, ed ereditò la maggior parte dei possedimenti del duca alla morte di questi nel 1691. Il 14 maggio 1694 venne creato marchese di Clare e duca di Newcastle-upon-Tyne.
L'unica figlia del quarto conte, lady Henrietta Cavendish Holles, sposò Edward Harley, II conte di Oxford e conte Mortimer. La loro figlia, lady Margaret Cavendish Harley, sposò William Bentinck, II duca di Portland.
Il titolo si estinse alla morte del quarto conte nel 1711.
- John Holles, I conte di Clare (1564–1637)
- John Holles, II conte di Clare (1595–1666)
- Gilbert Holles, III conte di Clare (1633–1689)
- John Holles, IV conte di Clare (1662–1711), creato marchese di Clare e duca di Newcastle-upon-Tyne nel 1694

## Conti di Clare, seconda creazione (1714)

Stemma di Thomas Pelham-Holles, I duca di Newcastle, della seconda creazione, che mostra le armi della famiglia Holles inquartate a quelle dei Pelham (stemma parlante)

La successiva creazione del titolo di conte di Clare fu nella Parìa di Gran Bretagna per Thomas Pelham, nipote ed erede dell'ultimo conte della prima creazione. Questi era stato adottato da suo zio e ne assunse il cognome e lo stemma. Egli fu un uomo di stato di rilievo durante l'era georgiana e prestò servizio, tra gli altri ruoli, come primo Lord of the Treasury.
Venne creato Visconte Pelham di Houghton e Conte di Clare il 26 ottobre 1714. L'anno successivo, il 2 agosto 1715, venne inoltre creato marchese di Clare e duca di Newcastle, con possibilità di trasferire i titoli a suo fratello Henry Pelham. Nel 1756, venne creato duca di Newcastle Under Lyne con trasmissibilità al nipote, Henry Fiennes-Clinton, IX conte di Lincoln. Suo fratello gli premorì senza eredi maschi ed alla sua morte nel 1768, i titoli di conte di Clare e marchese di Clare si estinsero nuovamente, ma egli venne succeduto da suo nipote al titolo di duca di Newcastle Under Lyne.
- Thomas Pelham-Holles, I conte di Clare (1693–1768), creato marchese di Clare e duca di Newcastle nel 1715

## Conti di Clare, terza creazione (1795)

Stemma della famiglia FitzGibbon.

Il titolo venne nuovamente creato, nella Parìa d'Irlanda, nel 1795 per John FitzGibbon, I visconte FitzGibbon, Lord Cancelliere d'Irlanda. Questi era già stato creato Barone FitzGibbon, di Lower Connello nella contea di Limerick, nel 1789, e Visconte FitzGibbon, di Limerick nella contea di Limerick, nel 1793, sempre nella parìa d'Irlanda. Nel 1799 venne creato Barone FitzGibbon, di Sidbury nella contea di Devon, nella Parìa di Gran Bretagna. Questi venne succeduto dal primogenito, il secondo conte. Egli servì come governatore di Bombay dal 1830 al 1834. Morì senza eredi e venne succeduto dal fratello minore, il terzo conte. Questi fu parlamentare nel Regno Unito per la contea di Limerick e fu Lord luogotenente della contea di Limerick. L'unico suo figlio, John Charles Henry FitzGibbon, venne ucciso nel corso della battaglia di Balaclava dove combatteva nell'8th King's Royal Irish Hussars. Alla morte di lord Clare nel 1864 il titolo si estinse.
- John FitzGibbon, I conte di Clare (1748–1802)
- John FitzGibbon, II conte di Clare (1792–1851)
- Richard Hobart FitzGibbon, III conte di Clare (1793–1864)